# Estación de Borgo a Mozzano
La estación de Borgo a Mozzano es una estación ferroviaria, emplazada sobre la línea Lucca-Aulla y que conecta al Comune de Borgo a Mozzano en la Provincia de Lucca.

## Historia

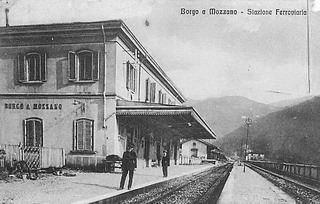
Vista de la estación de Borgo a Mozzano en una postal antigua

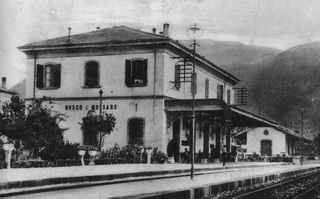
El edificio de pasajeros en la estación.

La construcción fue inaugurada como estación en 1902 en el trayecto Borgo a Mozzano -Bagni di Lucca. Posteriormente, la estación fue degradada a la categoría de parada. En 2002 la parada quedó desatendida junto con otras 25 ubicadas en la línea.
La parada consiste en un edificio de pasajeros, una plataforma servida por un muelle y un patio de carga que hoy en día no se utiliza.
Asimismo, contaba con un almacén, un andén de carga y una vía troncal que permitía el acceso a los convoyes, que fue desmantelado.
La parada era antiguamente una estación, ya que había, además del muelle de mercancías, una primera vía. Originalmente, la vía que aún se utiliza, era la segunda y entre las dos había un andén intermedio, conectado a la primera vía por un paso a nivel. 
La estación es atendida por las relaciones regionales de Trenitalia llevadas a cabo bajo el contrato de servicio estipulado con la Región de Toscana.

## Servicios
La parada, que RFI clasifica en la categoría bronce, cuenta con:
- Taquilla en el mostrador
- Taquilla automática
- Sala de espera

## Intercambios
La parada permite los siguientes intercambios:
- Parada de autobús

## Literatura
La parada se menciona en el libro Nuevos poemas y Primeros poemas y poemas de Giovanni Pascoli.
También se menciona en un libro de Alessandro Placidi, Divise forate, cuando Paolo Cortonassi recibe el comando de la estación 